# Susan Stryker
Susan O'Neal Stryker (Fort Sill, 1961) es una profesora, historiadora, autora, cineasta y teórica estadounidense cuyo trabajo se centra en género y sexualidad humana. Es profesora de Estudios de Género y de la Mujer, ex directora del Instituto de Estudios LGBT y fundadora de la Iniciativa de Estudios Transgénero de la Universidad de Arizona. Stryker es autora de varios libros y una figura fundadora de los estudios transgénero, así como una destacada estudiosa de historia transgénero.

## Educación
Stryker recibió una licenciatura en Letras de la Universidad de Oklahoma en 1983. Obtuvo un doctorado en Historia de los Estados Unidos en la Universidad de California en Berkeley en 1992; la tesis doctoral que presentó fue Making Mormonism: A Critical and Historical Analysis of Cultural Formation.

## Carrera
Stryker es profesora emérita de Estudios de Género y de la Mujer en la Universidad de Arizona, y exdirectora del Instituto de Estudios LGBT de dicha universidad. Se ha desempeñado como profesora visitante en la Universidad de Harvard, la Universidad de California en Santa Cruz y la Universidad Simon Fraser. Es una mujer trans abiertamente lesbiana que ha producido un importante conjunto de trabajos sobre la cultura transgénero y queer.
Salió del armario como persona transgénero y comenzó su transición poco después de obtener su doctorado. Su artículo académico My Words to Victor Frankenstein Above the Village of Chamounix, publicado en 1994, fue su primer artículo académico publicado, y después de la pionera académica transgénero australiana Roberta Perkins, quien comenzó a publicar su investigación sobre trabajadoras sexuales en la década de 1980, uno de los primeros artículos publicados en una revista académica revisada por pares por un autor abiertamente transgénero.
Posteriormente se le concedió una beca de investigación postdoctoral en estudios de sexualidad humana en la Universidad Stanford, patrocinada por el Consejo de Investigación en Ciencias Sociales y la Fundación Ford. De 1999 a 2003, fue directora ejecutiva de la Sociedad Histórica GLBT en San Francisco.
En 2004, Stryker fue profesora visitante distinguida en el Departamento de Estudios Críticos y Culturales de la Universidad de Macquarie. Entre 2007 y 2008 ocupó la Cátedra Visitante Ruth Wynn Woodward en Estudios de la Mujer en la Universidad Simon Fraser en Vancouver, Canadá. En el otoño de 2008 fue profesora visitante distinguida del Comité de Grados en Estudios de la Mujer, Género y Sexualidad en la Universidad de Harvard, y en la primavera de 2009 fue profesora distinguida de la Junta de Regentes en Estudios Feministas en la Universidad de California-Santa Cruz. Fue contratada con titularidad como Profesora Asociada de Estudios de Género en la Universidad de Indiana en 2009, y dejó ese puesto para aceptar un puesto como Profesora Asociada de Estudios de Género y de la Mujer y Directora del Instituto de Estudios LGBT en la Universidad de Arizona en 2011.
En 2013, Stryker estableció la Iniciativa de Estudios Transgénero en la Universidad de Arizona. Se centró en "contratar profesores de color", según sus propias palabras.
En 2015, la Universidad de Yale le otorgó a Stryker el Premio Conmemorativo James Robert Brudner Clase de 1983 por su trayectoria y sus contribuciones académicas en el campo de los estudios de lesbianas y gays. En 2007, el Monette-Horowitz Trust la honró por su activismo contra la homofobia. Entre sus otros honores se incluyen un Premio Vanguardia Comunitaria del Centro de Derecho Transgénero y el reconocimiento como "Héroe Local" por la estación de televisión pública de San Francisco KQED.
En 2014, Stryker pronunció el discurso de apertura en la primera conferencia Moving Trans History Forward, organizada por el catedrático de Estudios Transgénero, Aaron Devor, y celebrada en la Universidad de Victoria. Actualmente se encuentra de licencia en la Universidad de Arizona mientras ocupa un puesto como Cátedra Distinguida Barbara Lee en Liderazgo de Mujeres en Mills College. Stryker es miembro del Consejo Asesor de METI (Mensajería de Inteligencia Extraterrestre) y del Consejo Asesor del Archivo Digital Transgénero.

## Publicaciones

### Libros
El primer libro de Stryker, Gay by the Bay: A History of Queer Culture in the San Francisco Bay Area ( Chronicle Books 1996), en coautoría con Jim Van Buskirk, es un relato ilustrado de la evolución de la cultura LGBT en el área de la Bahía de San Francisco en el norte de California. Este libro y su sucesor, Queer Pulp, fueron nominados para un Premio Literario Lambda.
En el estudio crítico Queer Pulp: Perverted Passions from the Golden Age of the Paperback (Chronicle Books 2001), Stryker centró su atención en la ficción pulp lésbica y la ficción pulp masculina gay publicada en los Estados Unidos desde la década de 1930 hasta la de 1960.
Con Stephen Whittle coeditó The Transgender Studies Reader (Routledge 2006), que fue su primer trabajo en ganar un premio literario Lambda. Su siguiente libro, Transgender History (Seal Press 2008), publicado en español como Historia de lo trans (Continta me tienes, 2018), cubre el travestismo, las personas transgénero y la transexualidad en los Estados Unidos desde el final de la Segunda Guerra Mundial hasta la década de 2000. Posteriormente, coeditó The Transgender Studies Reader 2 (2013, con Aren Aizura) y The Transgender Studies Reader Remix (2022, con Dylan McCarthy Blackston).
Stryker trabaja en un nuevo proyecto de libro, Cross-Dressing for Empire: Gender and Performance at the Bohemian Grove. Bohemian Grove es un campamento en el norte de California y el lugar de reunión de verano del Bohemian Club, una organización privada de hombres estadounidenses con considerable poder político y económico o influencia cultural.  En 2024 la antología When Monsters Speak. A Susan Stryker Reader fue publicada con una introducción de McKenzie Wark.

### Cine y vídeo

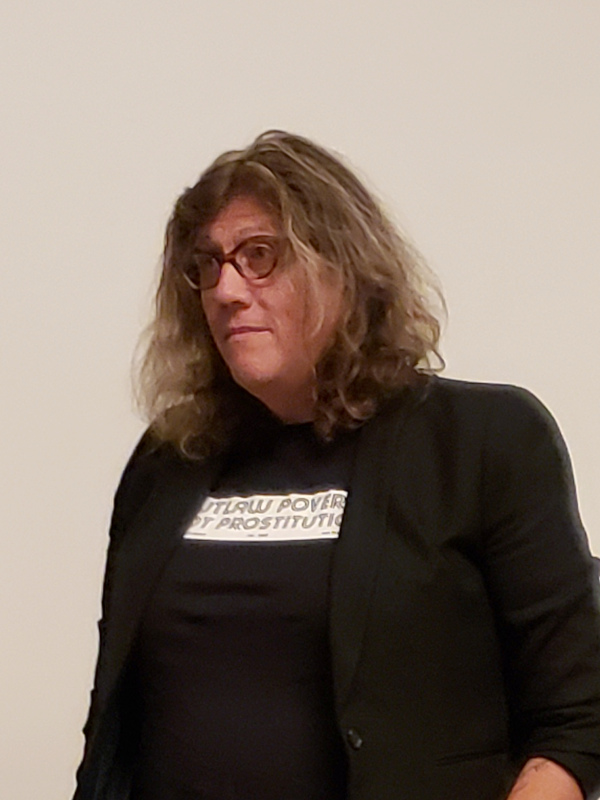
Stryker presentando Screaming Queens en 2019

Stryker recibió un premio Emmy de San Francisco/Norte de California por su trabajo como directora en Screaming Queens: The Riot at Compton's Cafeteria, un documental de 2005 sobre el motín de la cafetería de Gene Compton de 1966; la película fue coescrita, dirigida y producida por Victor Silverman. Con la directora Michelle Lawler y el productor ejecutivo Kim Klausner, posteriormente en 2009 coprodujo Forever's Gonna Start Tonight, un documental sobre Vicki Marlane, una artista transgénero VIH positiva que actúa en clubes nocturnos y salones. El documental más reciente de Stryker es Christine in the Cutting Room, una película experimental de 2013 sobre Christine Jorgensen.
Monika Treut filmó y entrevistó a Stryker para el documental de 1999 Gendernauts: A Journey Through Shifting Identities. También fue entrevistada para un episodio de 2002 de la serie documental de televisión de larga duración SexTV, y para dos episodios de Sex: The Revolution (2008). Aparece en el documental Diagnosing Difference (2009) y en la película Reel in the Closet (2015), dirigida por Stu Maddux.
En 2021, Stryker apareció y se desempeñó como productor consultor en The Lady and the Dale, una serie documental de HBO que gira en torno a Elizabeth Carmichael, la fundadora de Twentieth Century Motor Car Corporation. También apareció como ella misma en Pride, una serie documental de 6 partes centrada en la historia LGBT década por década, para FX.

### Artículos, ensayos y trabajos académicos
Desde 2014 Stryker y Paisley Currah coeditan TSQ: Transgender Studies Quarterly, la primera revista académica no médica dedicada a temas transgénero.
Los artículos académicos de Stryker se han publicado en GLQ: A Journal of Lesbian and Gay Studies, WSQ: Women's Studies Quarterly, parallax, Radical History Review y otras revistas académicas. En 2008, fue nominada a un premio GLAAD Media por su artículo en Salon.com "Why the T in LGBT is Here to Stay", una respuesta al artículo de John Aravosis de 2007 "How did the T get in LGBT?".
En un artículo, "Transgender Studies: Queer Theory's Evil Twin" (2004), Stryker describe cómo las personas transgénero a menudo son marginadas dentro de la comunidad queer, y cómo la disciplina académica de los estudios queer privilegia narrativas específicas de orientación sexual por sobre la identidad de género.

### Libros
- Gay by the Bay: A History of Queer Culture in the San Francisco Bay Area (1996), Chronicle, ISBN 978-0811811873
- Queer Pulp: Perverted Passions from the Golden Age of the Paperback (2001), Chronicle, ISBN 978-0811830201
- Transgender History (2008), Seal Press, ISBN 978-1580052245
- When Monsters Speak. A Susan Stryker Reader (edited by McKenzie Wark) (2024), Duke University Press, ISBN 978-1-4780-3047-8

### Volúmenes editados
- The Transgender Studies Reader (2006), Routledge, ISBN 978-0415947091
- The Transgender Studies Reader 2 (2013), Routledge, ISBN 978-0415517720
- The Transgender Studies Reader Remix (2022), Routledge, ISBN 978-1032062471

## Filmografía
Las siguientes películas han involucrado a Stryker, ya sea como directora, productora o entrevistada:
- Screaming Queens: The Riot at Compton's Cafeteria (18 de junio de 2005)
- Forever's Gonna Start Tonight (2009)
- Christine in the Cutting Room (2013)
- Masculinity/Femininity (2014)
- Disclosure: Ser trans en Hollywood (2020)
- No Ordinary Man (2020)
- The Lady and the Dale (2021)
- Pride (2021)